# Дінген (Дітмаршен)
Дінген (нім. Dingen) — громада в Німеччині, розташована в землі Шлезвіг-Гольштейн. Входить до складу району Дітмаршен. Складова частина об'єднання громад Бург-Занкт-Міхелісдонн.
Площа — 7,02 км2. Населення становить 640 ос. (станом на 31 грудня 2020).